# Victor Paraíba
Victor Wesley dos Santos da Silva, meglio noto come Victor Paraíba (Campina Grande, 21 aprile 1998), è un calciatore brasiliano, centrocampista del Penedense.

## Caratteristiche tecniche
È un esterno sinistro.

## Carriera

### Club
Cresciuto nel settore giovanile dello Sport Recife, nel 2018 è stato acquistato dal CSA.
Ha esordito il 2 settembre 2018 in occasione del match di Série B perso 3-0 contro il Boa Esporte.

## Statistiche

### Presenze e reti nei club
Statistiche aggiornate al 6 novembre 2018.
| Stagione        | Squadra         | Campionato      | Campionato | Campionato | Coppe nazionali | Coppe nazionali | Coppe nazionali | Coppe continentali | Coppe continentali | Coppe continentali | Altre coppe | Altre coppe | Altre coppe | Totale | Totale | Totale |
| Stagione        | Squadra         | Comp            | Pres       | Reti       | Comp            | Pres            | Reti            | Comp               | Pres               | Reti               | Comp        | Pres        | Reti        | Pres   | Reti   |        |
| --------------- | --------------- | --------------- | ---------- | ---------- | --------------- | --------------- | --------------- | ------------------ | ------------------ | ------------------ | ----------- | ----------- | ----------- | ------ | ------ | ------ |
| 2018            | CSA             | PD/AL+B         | 0+1        | 0          | CB              | 0               | 0               |                    | -                  | -                  | CDN         | 0           | 0           | 1      | 0      |        |
| 2019            | CSA             | PD/AL+A         | 9+8        | 2+0        | CB              | 0               | 0               |                    | -                  | -                  | CDN         | 4           | 1           | 21     | 3      |        |
| Totale carriera | Totale carriera | Totale carriera | 18         | 2          |                 | 0               | 0               |                    | -                  | -                  |             | 4           | 1           | 22     | 3      |        |